# ناروتو: نهوض النينجا
ناروتو: نهوض النينجا (بالإنجليزية: Rise of a Ninja)، هي لعبة فيديو تقمص الأدوار قتالية حصرية لنظام التشغيل إكس بوكس 360، طورتها يوبي سوفت مونتريال، مما جعلها أول لعبة فيديو من سلسلة ناروتو يطورها مطور غير ياباني. اللعبة مقتبسة خصيصًا من الدبلجة الإنجليزية لأنمي ناروتو. أُصدرت اللعبة في 2007، وتبعها لعبة أخرى بعنوان ناروتو: الرابطة المكسورة بعد عام.

## نظام اللعب
تتكون اللعبة من نمطين رئيسيين للعب: نمط القتال واحد ضد واحد ونمط تقمص الأدوار، حيث تكون قرية الورق مركزًا رئيسيًا للوصول إلى عدة مهمات يمكن للاعب أخذها. تتحول القصة الرئيسية بين هذين النمطين وتحدث أحداثها من بداية السلسلة حتى نهاية جزء غزو قرية الورق (الحلقات 1-80 من الأنمي)، وتتضمن مهمات جانبية. تتميز اللعبة بأسلوب لعب مشابه لألعاب المنصات ثلاثية الأبعاد، كالقفز البهلواني من سطح لآخر أو التسابق بين نقاط التفتيش، بالإضافة إلى وجود شجارات واحد ضد واحد كسلسلة صدام النينجا. وكمعظم ألعاب ناروتو، تتميز اللعبة برسوميات مخططة. تسمح اللعبة باللعب الجماعي عبر خدمة إكس بوكس لايف بعنوان «غابة الموت». وعن طريق هزيمة الخصوم الآخرين، يرتقي اللاعب إلى مراتب أعلى ويجمع نقاط في النهاية لإنهاء الاختبار. إن هُزِم اللاعب، فلا بد أن يبدأ من أدنى الجدول مرةً أخرى، ولكن مع إبقاء النقاط. ويوجد أيضًا نمط اللعب الثنائي واللعب بلا إنترنت.
تدعم اللعبة المحتوى التحميلي؛ ومنه خمس شخصيات متاحة (شيكامارو وتشوجي وجيرايا والشهاب الثالث وتيماري). يضيف المحتوى التحميلي أيضًا حلبتين جديدتين للعب وإنجازات إضافية لكل شخصية تلعب في غابة الموت.

## الحبكة
اللعبة تكاد تكون مأخوذة بالكلية من الأجزاء الثلاثة الأولى من قصة الأنمي، إذ أن القصة تحكي معظم مهمات ناروتو أوزوماكي والفريق السابع، من ضمنها المعركة ضد هاكو و‌زابوزا موموشي والذهاب إلى غابة الموت لخوض اختبارات التشونين والقتال ضد غارا الصحراء.

## التطوير
أُصدرت اللعبة في 2007. وقد أصدرت يوبي سوفت أيضًا محتوى مجاني بحجم 60 ميغابايت، ويتضمن خيار الأصوات اليابانية - جعل أصوات اللعبة يابانية - مع الاحتفاظ بالترجمة الإنجليزية.

## الاستقبال
| استقبال |                                             |
| --- | ------------------------------------------- |
| مجموع النقاط المجموع نقاط ميتاكريتيك 78/100 [ 6 ] نتائج المراجعة نشرة نقاط دستركتويد 8/10 [ 7 ] إلكترونك غيمينغ مونثلي 6.67/10 [ 8 ] يورو غيمر 7/10 [ 9 ] غيم إنفورمر 8/10 [ 10 ] غيم برو [ 11 ] غيم سبوت 7.5/10 [ 12 ] غيم سباي [ 13 ] غيم تريلرز 8.4/10 [ 14 ] غيم زون 8.5/10 [ 15 ] آي جي إن (الولايات المتحدة) 8.4/10 [ 16 ] (أستراليا) 8.2/10 [ 17 ] مجلة إكس بوكس الرسمية (الولايات المتحدة) 8/10 [ 18 ] |                                             |
| مجموع النقاط |                                             |
| المجموع | نقاط                                        |
| ميتاكريتيك | 78/100                                      |
| نتائج المراجعة |                                             |
| نشرة | نقاط                                        |
| دستركتويد | 8/10                                        |
| إلكترونك غيمينغ مونثلي | 6.67/10                                     |
| يورو غيمر | 7/10                                        |
| غيم إنفورمر | 8/10                                        |
| غيم برو | [ 11 ]                                      |
| غيم سبوت | 7.5/10                                      |
| غيم سباي | [ 13 ]                                      |
| غيم تريلرز | 8.4/10                                      |
| غيم زون | 8.5/10                                      |
| آي جي إن | (الولايات المتحدة) 8.4/10 (أستراليا) 8.2/10 |
| مجلة إكس بوكس الرسمية (الولايات المتحدة) | 8/10                                        |

تلقت اللعبة مراجعة «مبشرة بالنجاح» طبقًا لمجمع المراجعات ميتا كريتيك.

## وصلات خارجية
- ناروتو: نهوض النينجا على موبي غيمز
- Official Site[وصلة مكسورة]